# Якобсон, Людвиг Левин
Людвиг Левин Якобсон (дат. Ludvig Levin Jacobson; 10 января 1783, Копенгаген, — 29 августа 1843, там же) — датский анатом и физиолог.

## Биография
Людвиг Левин Якобсон родился 10 января 1783 года в городе Копенгагене в еврейской семье. С 1799 по 1804 год изучал медицину сначала в Стокгольме, а затем в Копенгагене, с 1806 года состоял хирургом при хирургической академии, с 1807 года там же читал лекции химии. 
Во время осады Копенгагена заведовал военным лазаретом, в 1811 году командирован в Германию и Францию, где до 1813 года занимался сравнительной анатомией и медициной. Вернувшись на родину, Якобсон был командирован во французскую действующую армию для изучения военно-медицинской части. Под Лейпцигом французский лазарет, в котором Якобсон лежал при смерти, был взят казаками. До заключения мира 1814 года Якобсон принимал деятельное участие в управлении госпиталями англо-ганноверской армии. Вернувшись в Копенгаген, Якобсон был назначен профессором, а также стал почётным доктором университета имени Христиана Альбрехта.
В 1822 году поступил полковым хирургом в гвардию датской армии, в 1842 году назначен лейб-медиком шведского короля. Научная деятельность Якобсона была весьма обширная: он был отличнейший хирург, изобрёл целый ряд хирургических инструментов и установил лечение путём операции различных до тех пор неизлечимых болезней. В области физиологии он преимущественно изучал кровообращение и выделение почек. Самой плодотворной деятельностью, однако, можно назвать его работы в области сравнительной анатомии, преимущественно позвоночных животных, и в особенности строения органов слуха и обоняния, о чём свидетельствует ряд органов, открытых Якобсоном и названных в его честь (Якобсонов орган).
В 1829 году Людвиг Левин Якобсон стал кавалером ордена Данеброг, в 1842 году избран членом Шведской королевской академии наук.

## Труды
- «Description anatomique d’un organe observé dans les mammifères» («Nouv. Bull. Sc. Soc. Phil.», 1812);
- «Extrait d’un Mémoire sur un organe particulier de sens dans les Raies et les Squales» (там же, 1813);
- «Sur une glande conglomerée appartenante à la cavité nasale» (там же, 1813);
- «Ueber die Thymus der Winterschläfer» («Mecke’s Arch. f. Phys.», 1817);
- «Sur l’existence des Reins dans les animaux Mollusques» («Journ. de Phys.», 1820);
- «Ueber ein in sehr vielen Thieren vorkommendes Venensystem» («Fror. Not.», 1821);
- «Recherches anatomiques et physiologiques sur un système veineux particulier aux reptiles» («Isis», 1823);
- «Bidrag till Bloeddyrenes Anatomie og Physiologie» («Danske Selsk. nat. Afh.», 1828);
- «Om Bloeddyrenes Nyrer og om Urinsyren. etc» (там же);
- «Recherches anatomiques sur les Cyclades» («Féruss. Bull. Sc. Nat.», 1830);
- «De Okenske Legemer eller Primordialnyrerne etc.» («Dansk. Selsk. nat. Afh.», 1832);
- «Sur les reins primordiaux» («Institut», 1834);
- «Om Primordialcraniet» («Dansk. Selsk. Forh.», 1842).